# Alexander Leonidowitsch Ginzburg

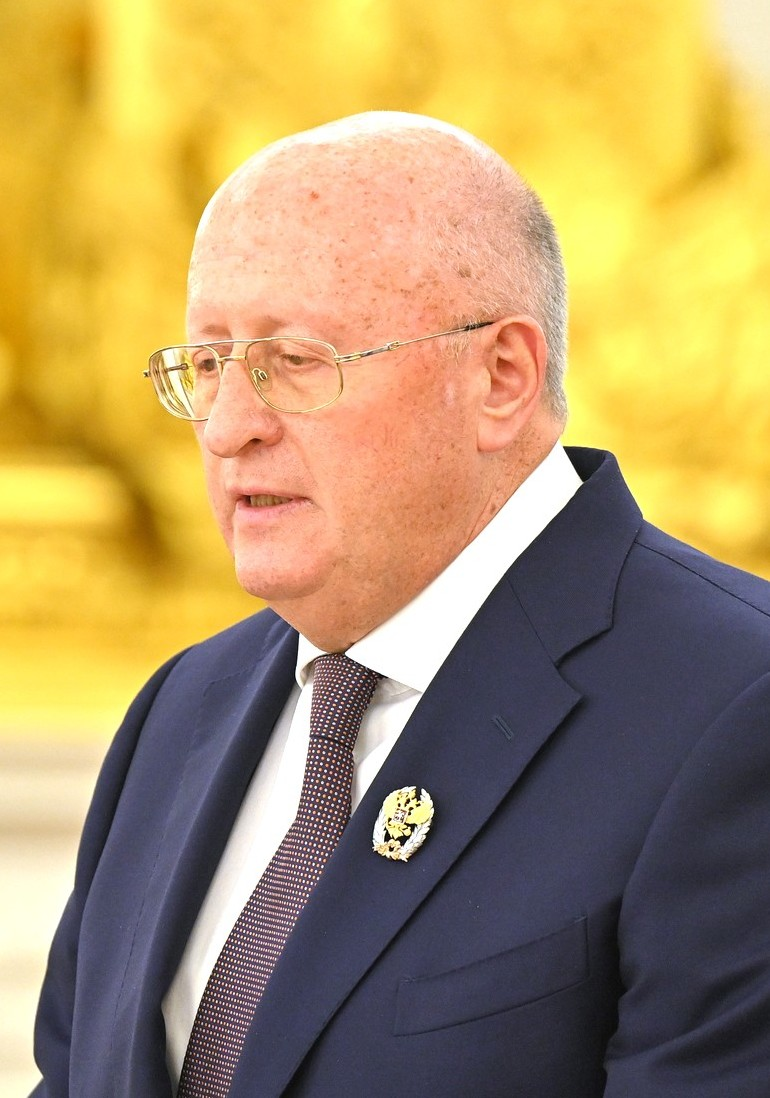
Alexander Ginzburg, aufgenommen im Juni 2021

Alexander Leonidowitsch Ginzburg (russisch Александр Леонидович Гинцбург, wiss. Transliteration Aleksandr Leonidovič Gincburg; * 10. November 1951 in Moskau, Sowjetunion) ist ein russischer Mikrobiologe und seit 1997 Direktor des Gamaleja-Instituts für Epidemiologie und Mikrobiologie.

## Leben
Ginzburg machte im Jahr 1974 seinen Abschluss in Mikrobiologie an der Lomonossow-Universität in Moskau. 1982 nahm er seine Tätigkeit am damaligen Föderalen Zentrum für Epidemiologie und Mikrobiologie auf, welches der Vorläufer des heutigen Gamaleja-Institut für Epidemiologie und Mikrobiologie ist. Im Jahr 1997 wurde er zum Direktor dieses Instituts berufen. Seit 2013 ist er Mitglied der Russischen Akademie der Wissenschaften.
Am 9. Juni 2021 wurde ihm durch einen Erlass des russischen Präsidenten Wladimir Putin der Staatspreis der Russischen Föderation auf dem Gebiet der „Naturwissenschaft und Technik“ für die „Entwicklung und Einführung in die Praxis des nationalen Gesundheitswesens von wirksamen rekombinanten Impfstoffen gegen das Ebolafieber und die Infektion mit dem neuen Coronavirus (COVID-19) sowie für die Entwicklung der Technologie für das Design von viralen Systemen mit einem Insert des Ebolavirus-Glykoprotein-Gens und des SARS-CoV-2-Protein-Gens“ verliehen.